# Vega del Segura

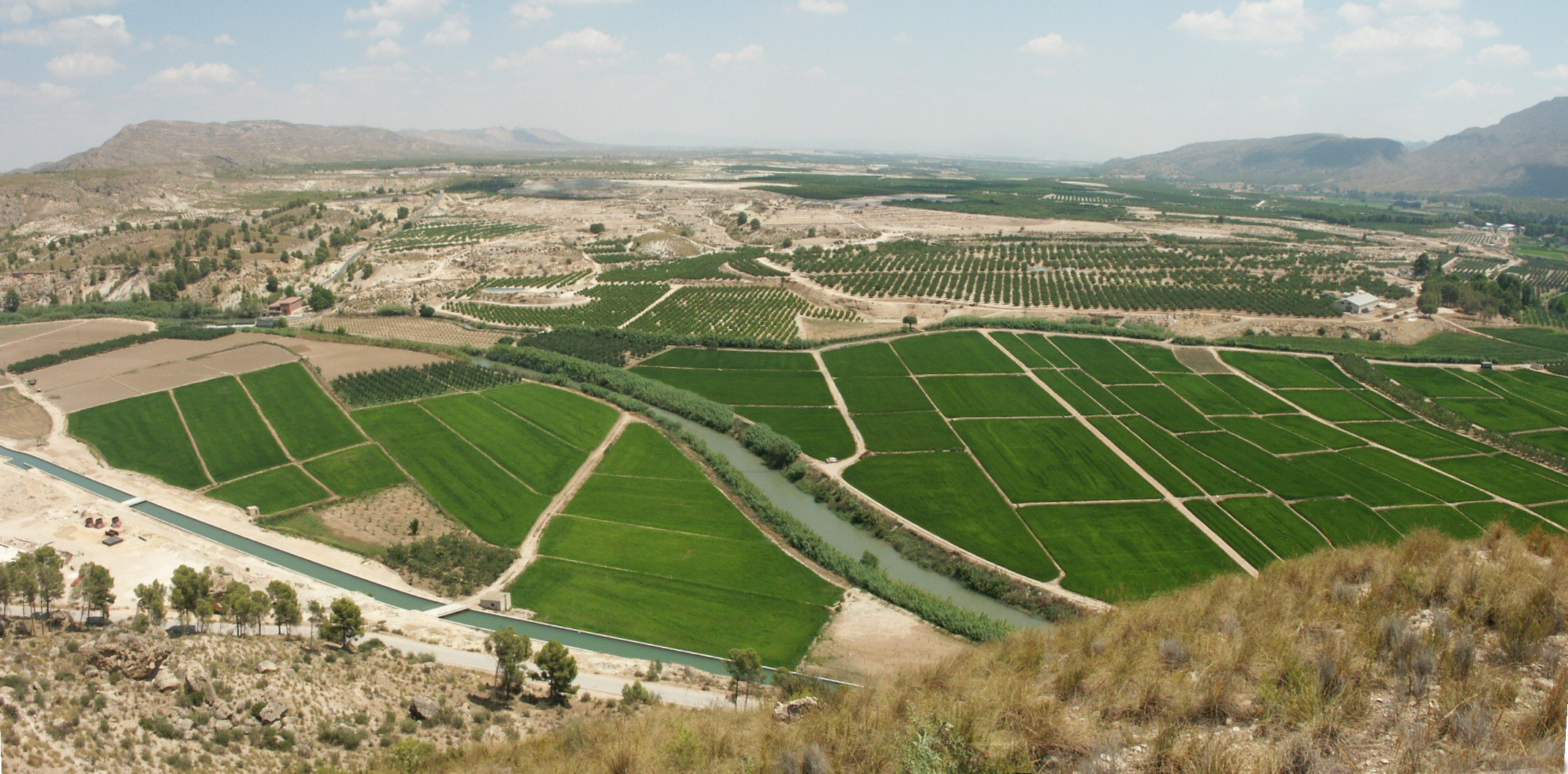
Vista de la vega cerca de Calasparra.

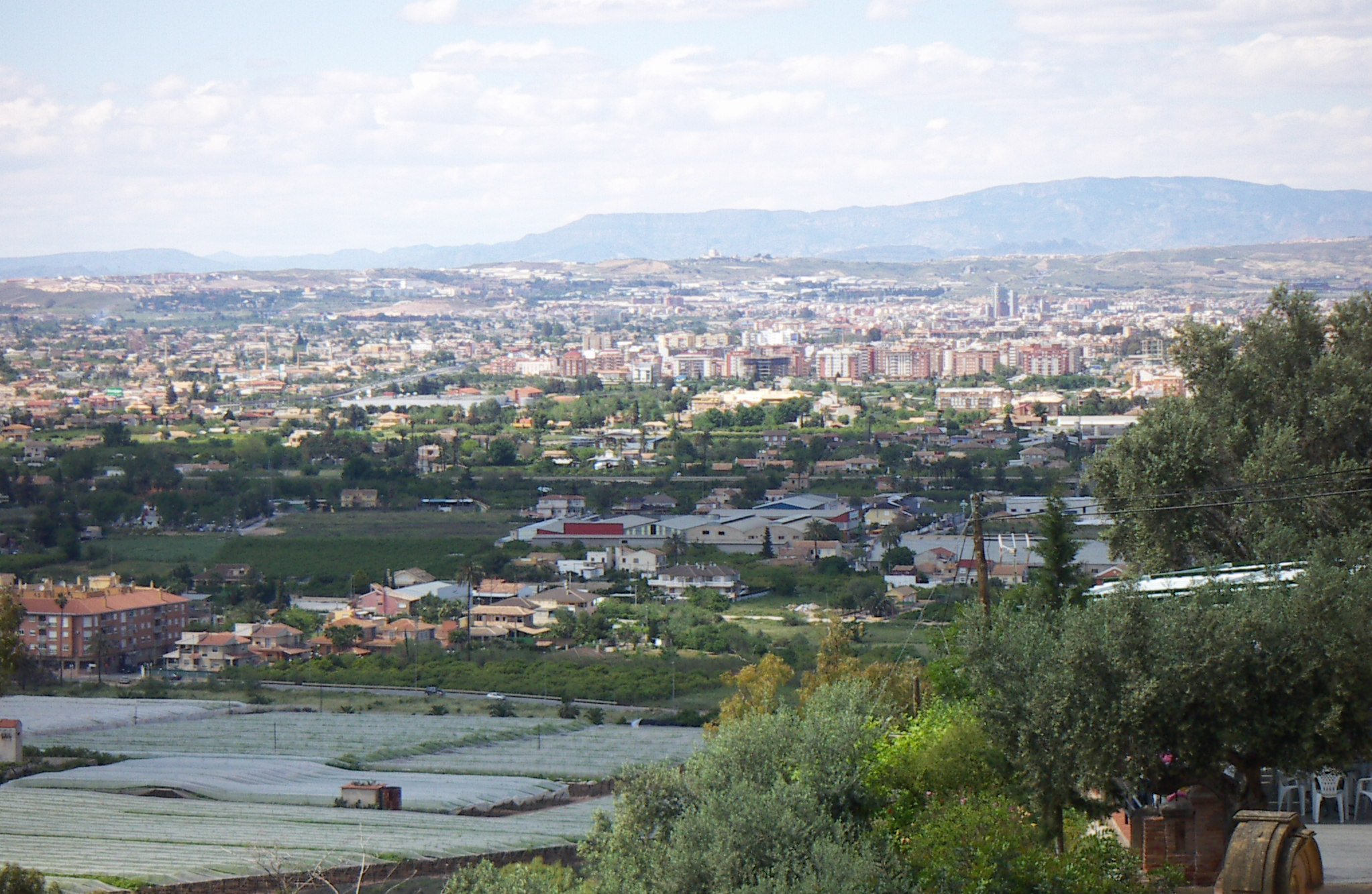
Vista de la vega cerca de Murcia.

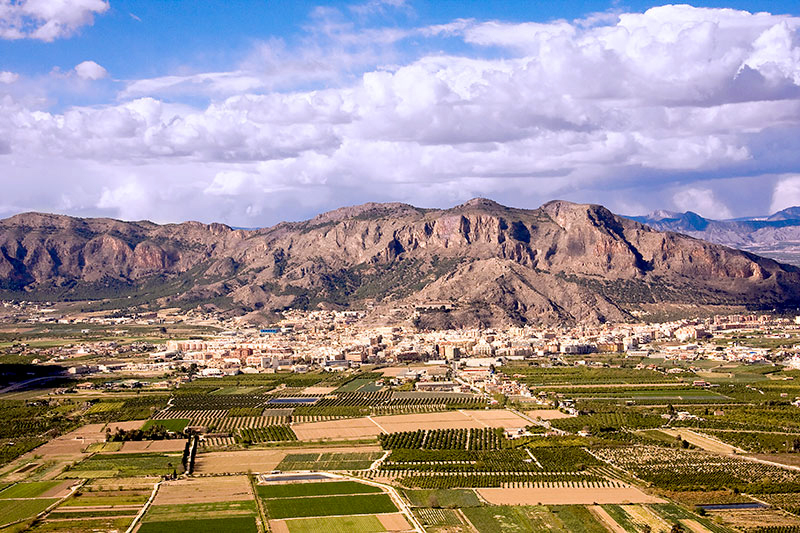
Vista de la vega cerca de Orihuela.

La vega del Segura recibe su nombre de la llanura aluvial que corresponde al cauce del río Segura. Este término por extensión se ha empleado para dar nombre a diferentes comarcas en la Región de Murcia y en la provincia de Alicante, conocidas como Vega Alta, Vega Media y Vega Baja. También se llama Vega del Segura a la comarca agraria de la Región de Murcia que incluye además de la Vega Alta y Media, la Huerta de Murcia y el Valle de Ricote.
Se trata de las tierras fértiles existentes en las proximidades de las riberas del río Segura que han tenido una explotación agrícola desde la antigüedad. Estas tierras se encuentran flanqueadas por diferentes sierras entre las que se encuentran la Sierra de la Pila, la Sierra de Carrascoy con la Cresta del Gallo, las Sierras de Altaona, Escalona y Columbares, la Sierra de Orihuela y la Sierra de Callosa.
Estas tierras fértiles se extienden por los municipios de Abarán, Alcantarilla, Alguazas, Archena, Beniel, Blanca, Calasparra, Ceutí, Cieza, Lorquí, Molina de Segura, Murcia, Ojós, Ricote, Santomera, Las Torres de Cotillas, Ulea y Villanueva del Segura en la Región de Murcia y los municipios de Torrevieja, Orihuela, Pilar de la Horadada, Rojales, Almoradí, Callosa de Segura, Guardamar del Segura, Albatera, San Fulgencio, Catral, San Miguel de Salinas, Redován, Dolores, Bigastro, Cox, Benejúzar, Los Montesinos, Rafal, Benijófar, Algorfa, Formentera del Segura, Granja de Rocamora, Jacarilla, Daya Nueva, Benferri, San Isidro y Daya Vieja en la provincia de Alicante.
En este territorio existe una población ligeramente superior al millón de habitantes.